# Luis Olavarrieta
Luis Alfredo Olavarrieta Rodríguez (Caracas, Venezuela, 11 de agosto de 1981) es un periodista, locutor, productor, presentador y actor de televisióny cantante venezolano.

## Biografía
Nació en Caracas, Venezuela,  el 11 de agosto de 1981, hijo de Daysi Rodríguez, de profesión Relacionista Industrial y Nelson Olavarrieta, trabajador de la industria petrolera. Tiene dos hermanos gemelos, Antonio José y José Antonio y una hermana llamada Victoria. Su infancia transcurrió en su ciudad natal, cursó estudios secundarios en varios liceos y también se formó en Melbourne, Florida, en una escuela militar. 
Tras el fallecimiento de su padre, regresó a Venezuela y comenzó a estudiar Comunicación Social en la Universidad Santa María. Posteriormente, realizó cursos de verano de producción en Nueva York, lo que le permitió en unos años comenzar a trabajar en televisión, inicialmente en RCTV y después en Televen.

## Televisión
Incursionó en la televisión venezolana en el año 2000, con el espacio Ají Picante de RCTV y RCTV Internacional en el cual participó como conductor principal.
En el 2006 obtiene el segundo lugar en el concurso de canto y reality show venezolano Duelo de Famosos transmitido por RCTV, simultáneamente incursiona en el mundo de las telenovelas participando en Por todo lo alto, y Te Tengo en Salsa ambas transmitidas por el mismo canal.
En esta última novela (Te Tengo en Salsa) es nominado a los Anexo:Premios 2 de Oro 2007 en la categoría "Actor revelación del año" por su personaje de “Yon Lenon Chaparro”.
En el 2009 asume junto a la periodista Shirley Varnagy la conducción de un programa informativo de corte político llamado Enchúfate, dirigido al público juvenil.
En 2011 llega a Televen para conducir el programa matutino de variedades Vitrina en compañía de otros presentadores. 
En 2013 lanza el programa Detrás de las cámaras conducido y producido por él y transmitido por Televen, en donde tuvo la oportunidad de entrevistar a algunos artistas venezolanos como Daniela Alvarado, Mónica Spear, Norkys Batista y Viviana Gibelli, entre otros.
Actualmente se desempeña como presentador y productor de Rostros del Crimen, un espacio televisivo de investigación con estilo detectivesco, el cual salió al aire en 2016, que estudia a detalle el móvil y desarrollo de diversos sucesos ocurridos en Venezuela. Este programa se transmite todos los miércoles a las 7:00 p. m.. por Televen.
| Año           | Título                         | Papel/Rol         | Canal      | Notas                   |
| ------------- | ------------------------------ | ----------------- | ---------- | ----------------------- |
| 2023-presente | Miss Universo Gala Interactiva | Él mismo          | Venevisión | Comentarista            |
| 2021-presente | Miss Venezuela                 | Él mismo          | Venevisión | Presentador             |
| 2016-presente | Rostros del Crimen             | Él mismo          | Televen    | Presentador y Productor |
| 2013–2015     | Detrás de las cámaras          | Él mismo          | Televen    | Presentador y Productor |
| 2011          | Vitrina                        | Él mismo          | Televen    | Presentador             |
| 2009          | Enchúfate                      | Él mismo          | RCTV       | Presentador             |
| 2006          | Por todo lo alto               | Torcuato Pérez    | RCTV       | Actor                   |
| 2006          | Te tengo en salsa              | Yonlenon Chaparro | RCTV       | Actor                   |
| 2000          | Ají Picante                    | Él mismo          | RCTV       | Presentador             |

## Teatro
La historia de este venezolano sobre las tablas comenzó en el 2009 con la obra "De todos Modos" del Director José Simón Escalona, desde ese momento no dejó de realizar este arte y hasta la fecha en su carrera suma más de 6 presentaciones en las tablas, entre las que resaltan "Hombre Casado Busca" del escritor Martín Hann (2011), la obra infantil "Alegría y Mapulín" de Carlos Jiménez (2012), "Diógenes y las Camisas Voladoras" de Javier Vidal (2013), "Sex Point" de Javier Vidal (2013) y "Sospechoso" dirigida por Dairo Piñeres y escrita por Mónica Montañés (2018).
| Año  | Título                           | Personaje           | País      | Notas                  |
| ---- | -------------------------------- | ------------------- | --------- | ---------------------- |
| 2018 | Sospechoso                       | Personaje principal | Venezuela | De Mónica Montañés     |
| 2013 | Diógenes y las camisas voladoras | Personaje principal | Venezuela | De Javier Vidal        |
| 2013 | Sex Point                        | Personaje principal | Venezuela | De Javier Vidal        |
| 2012 | Alegría y Mapulín                | Personaje principal | Venezuela | De Carlos Jiménez      |
| 2011 | Hombre casado busca              | Personaje principal | Venezuela | De Martin Hann         |
| 2009 | De todos modos                   | Personaje principal | Venezuela | De José Simón Escalona |

## Radio
Luis Olavarrieta también ha incursionado en la radio como locutor. En el año 2016 hasta mediados del 2017 estuvo con la cantante Kiara en un programa de entretenimiento llamado "El descaro de las 10" transmitido por Mágica 99.1 fm. En septiembre de 2017 se instala como conductor principal del programa "La Doble Vuelta" junto a la periodista Alba Cecilia Mujica por Onda La Superestación, de lunes a viernes de 5:00 p. m. a 7:00 p. m..

## Periodismo
Aunque Luis ha estado más frente a las cámaras, también ha desempeñado labores detrás de ellas, en la producción de los programas Detrás de las cámaras y Rostros del Crimen de Televen. También ha trabajado como periodista, reportero y productor de trabajos especiales para el portal web "Caraota Digital".

## Labor social
A Luis lo motiva colaborar con las buenas causas desde hace muchos años, su hermana Victoria padece de una discapacidad motora y su relación con ella es única, lo que lo ha inspirado a colaborar con instituciones como Asodeco, fundación a la que hoy representa como embajador.[cita requerida]

## Premios
En el 2009 gana el premio “El Galardón” como Mejor Comentarista de programas de farándula, entretenimiento y espectáculo, este reconocimiento fue entregado por el programa “El Universo del Espectáculo” transmitido por la emisora 99.1 FM Frecuencia Mágica.